# Сетимо Миланезе (Милано)
Сетимо Миланезе (итал. Settimo Milanese) је насеље у Италији у округу Милано, региону Ломбардија.
Према процени из 2011. у насељу је живело 14946 становника. Насеље се налази на надморској висини од 134 м.

## Становништво
Према резултатима пописа становништва 2011. у општини је живело 19.148 становника.
| 1931. | 1936. | 1951. | 1961. | 1971. | 1981.  | 1991.  | 2001.  | 2011.  |
| ----- | ----- | ----- | ----- | ----- | ------ | ------ | ------ | ------ |
| 3.743 | 4.090 | 4.549 | 6.377 | 8.800 | 11.475 | 15.036 | 17.134 | 19.148 |